# Trnava
Trnava (em alemão: Tyrnau; em húngaro: Nagyszombat; em latim: Tyrnavia) é uma cidade da Eslováquia, capital do distrito de Trnava, região de Trnava, zona ocidental do país. É conhecida como a Roma eslovaca. Está situada a nordeste de Bratislava. Possuia 63 200 habitantes em 2021.
Destaca-se sua indústria de transformados metálicos e alimentícia: açúcar, chocolate, etc. Dispõe de uma central nuclear. 
Entre seus monumentos se destacam a catedral gótica de São Nicolau, do Século XIV, o museu e a igreja barroca de São João Batista (XVII-XVIII).

## Ligações externas

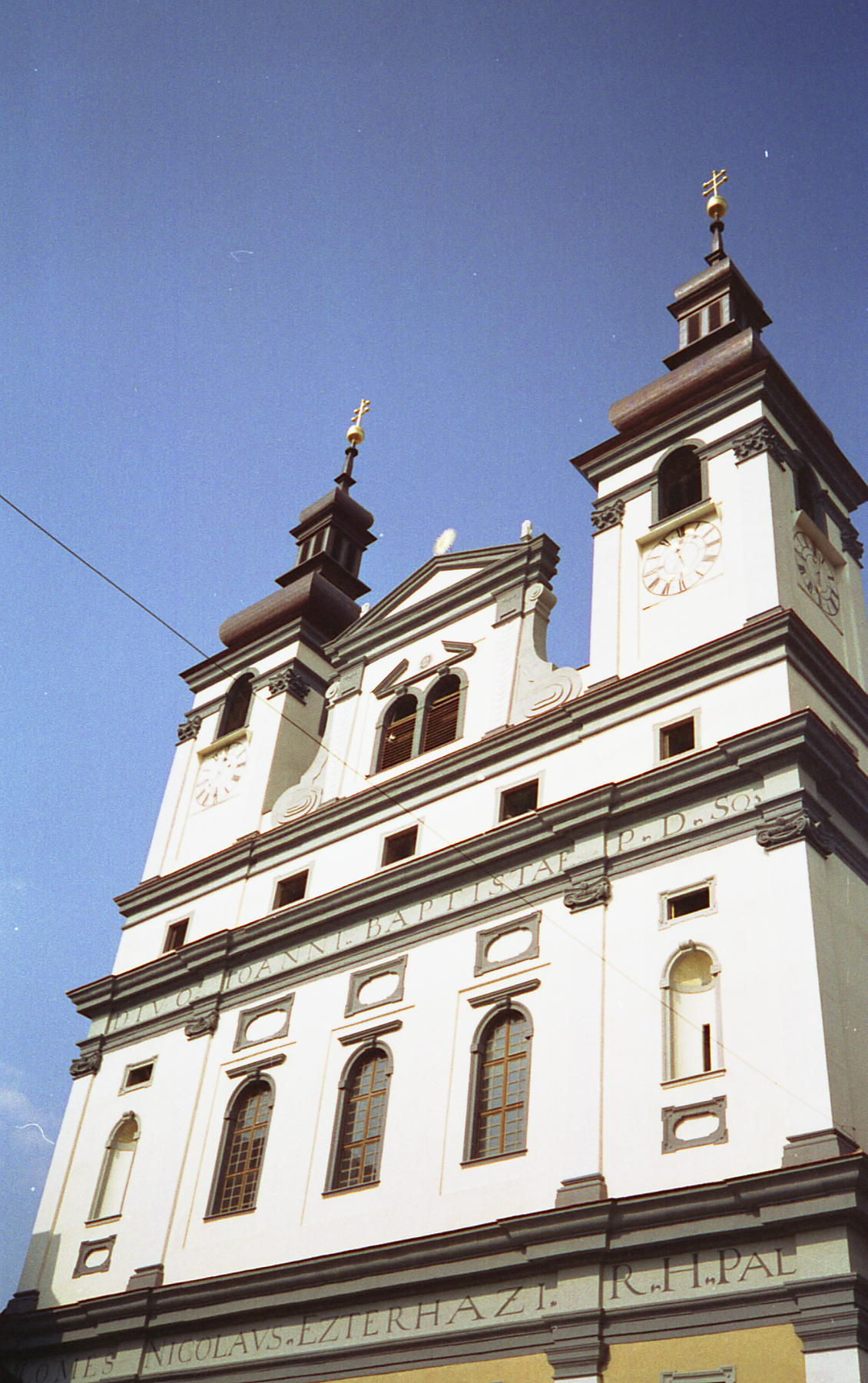
Igreja de São João Batista - Trnava

## Demografia
| Ano:        | 1994   | 2004   | 2014   | 2024   |
| ----------- | ------ | ------ | ------ | ------ |
| Broj ljudi: | 70 017 | 69 140 | 65 713 | 63 180 |
| Razlika:    |        | -1,25% | -4,95% | -3,85% |

| Ano:               | 2023   | 2024   |
| ------------------ | ------ | ------ |
| Número de pessoas: | 62 955 | 63 180 |
| Diferença:         |        | +0,35% |